# Grossuana haesitans
Grossuana haesitans is een slakkensoort uit de familie van de Hydrobiidae. De wetenschappelijke naam van de soort is voor het eerst geldig gepubliceerd in 1881 door Westerlund.